# Ivan da Marja
Ivan da Marja (russisk: Иван да Марья) er en sovjetisk spillefilm fra 1974 af Boris Rytsarev.

## Medvirkende
- Ivan Bortnik som Ivan
- Tatjana Livanova som Marja
- Ivan Ryzjov
- Lija Akhedzjakova som Agrafina
- Jelizaveta Uvarova